# 胥自修
胥自修（？—1646年），字二如，應天府江寧人，明朝、南明政治人物。

## 生平
萬曆四十年（1612年），胥自修中式壬子科應天鄉試舉人，授曲陽縣知縣，任內平易近人，體恤民眾，因為父母逝世改官宜黃知縣。他剛正不阿，有攀附權貴者獲縱容離開監牢，胥自修拒絕釋放該人，在崇禎八年（1635年）被降調衢州檢校。之後發生甲申之變，魯王朱以海讓胥自修遷任光祿監，未離開衢州就得知清兵攻到，他穿好冠服向北面朝拜後絕食，八月三日衢州失守，他不屈服而被殺死；兒子胥庭治、兒媳任氏、孫子胥時逢、胥時迎與幼女胥氏都投溧水自殺。

## 引用
1. 1 2  錢海岳《南明史·卷四十八·列傳第二十四》：胥自修，字二如，江寧人。萬曆四十年舉於鄉。曲陽知縣調宜黃，忠信廉明，執法不阿。忤上官，調衢州檢校。
2. ↑  《古今圖書集成·明倫彙編·氏族典·卷六十三·胥姓部列傳》：胥自修，按《江寧縣志》：自修字二如，萬曆壬子鄉薦，授曲陽令。豈弟廉能，勤卹民隱。丁艱起，復補宜黃。值奸民劫掠，多方捕獲，欲寘之法。有夤緣縱以出柙者，坐是與當事忤，拂衣歸。久之，左遷衢州府檢校。
3. ↑  《撫州府志》：胥自修，按《江寧縣志》：胥自修，江寧人，崇正（禎）八年
補任（衢州檢校）。
4. ↑  錢海岳《南明史·卷四十八·列傳第二十四》：遷光祿監事，未行，王授如故官。兵至，衣冠北拜絕粒，子弟勸不應，城陷不屈死。子庭治，字肇平，諸生。與妻任死溧水。子時逢、時迎與幼女亦死。
5. ↑  《古今圖書集成·明倫彙編·氏族典·卷六十三·胥姓部列傳》：轉光祿監事，尚未離衢，值國變，具冠服北面肅拜，自是絕粒。八月三日城陷，猶端坐不移，為眾兵所殺。